# Usedomer Literaturpreis
Der Usedomer Literaturpreis ist ein internationaler Literaturpreis, der seit 2011 im Rahmen der Usedomer Literaturtage verliehen wird.

## Hintergrund
Mit dem Usedomer Literaturpreis „werden jährlich Literaten ausgezeichnet, die sich in hohem Maße dem Europäischen Dialog in Geschichte und Gegenwart verpflichtet fühlen“ (lt. Selbstdarstellung).
Die Auszeichnung wurde 2011 von den Usedomer Literaturtagen und der Usedomer Seetel-Hotelgruppe gestiftet. Mit der Dotierung von 5000 Euro (Stand 2023) ist ein vierwöchiger Arbeitsaufenthalt in einem Ahlbecker Grandhotel verbunden. Der von den Künstlern Ellen und Astrid Wölk gestaltete Preis wird jeweils während der Literaturtage im April übergeben.
Die unabhängige Jury besteht aus Hellmuth Karasek (bis 2016), Andreas Kossert (seit 2012), Doris Lemmermeier (2011), Manfred Osten (seit 2016), Denis Scheck (bis 2020), Olga Tokarczuk (Vors. seit 2021).

## Preisträger
- 2011 Radka Denemarková und ihre Übersetzerin Eva Profousová
- 2012 Olga Tokarczuk
- 2013 Jan Koneffke
- 2014 Jaroslav Rudiš
- 2015 Ulrike Draesner
- 2016 Dörte Hansen
- 2017 Joanna Bator
- 2018 Ilija Trojanow
- 2019 Jenny Erpenbeck
- 2020 Saša Stanišić für Herkunft,[2] stellvertretend für sein Gesamtwerk
- 2021 Georgi Gospodinow
- 2022 Tanja Maljartschuk für Blauwal der Erinnerung, stellvertretend für ihr gesamtes Werk[3]
- 2023 Sofi Oksanen für Fegefeuer, stellvertretend für ihr Gesamtwerk[4]
- 2024 Ronya Othmann
- 2025 Szczepan Twardoch für Demut